# José María Larrauri Lafuente
José María Larrauri Lafuente (Vitoria, 4 de marzo de 1918 - Ibidem., 9 de diciembre de 2008) fue un obispo español. Obispo de la diócesis de Vitoria (1979-1995) y Director de Obras Misionales Pontificias de España (1974-1979).

## Biografía
Fue un caso de vocación tardía, ya que después de trabajar durante tres años en un banco ingresó en el seminario de su ciudad natal a los veinticuatro años de edad. Fue ordenado sacerdote el 29 de junio de 1948 y estuvo de párroco durante un par de años en varios pueblos alaveses.
En 1950 acompañó a monseñor Arturo Tabera, primer obispo de la diócesis de Albacete, quien lo nombró canciller secretario del Obispado, Director del Secretariado Diocesano de Misiones, consiliario diocesano de Jóvenes de Acción Católica y rector y profesor del Seminario Mayor. 
El 21 de septiembre de 1970 fue nombrado obispo titular de Ofeno y, de nuevo con monseñor Tabera, obispo auxiliar de la Archidiócesis de Pamplona, siendo consagrado obispo el 4 de noviembre de 1970.
El 16 de febrero de 1979 fue nombrado obispo de la Diócesis de Vitoria, puesto en el que permaneció hasta su retiro el 8 de septiembre de 1995.